# Esnandes
Esnandes település Franciaországban, Charente-Maritime megyében. Lakosainak száma 2132 fő (2022. január 1.). Esnandes Charron, Marsilly és Villedoux községekkel határos.

## Népesség
A település népességének változása:
| Lakosok száma | 719  | 1370 | 1730 | 1988 | 2083 | 2059 | 2069 | 2076 | 2079 | 2132 |
|               | 1968 | 1982 | 1990 | 2006 | 2013 | 2015 | 2017 | 2019 | 2020 | 2022 |